# Bratwurst

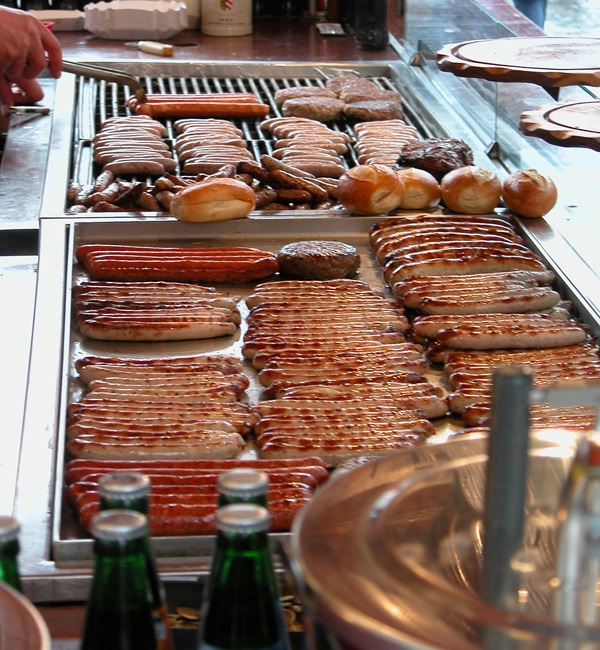
Ein typischer Nürnberger Bratwurststand

Als Bratwurst werden verschiedene Wurstsorten aus Fleisch bezeichnet. Man versteht darunter Würste, die zum Braten bestimmt sind oder gebraten wurden.

## Begriff
Die Bezeichnung Bratwurst ist eine Wortzusammensetzung aus den althochdeutschen Wörtern brāto ‚schieres Fleisch‘, und wurst. Das Wort ist eine Anlehnung an braten und bedeutet eigentlich Fleischwurst (mittelhochdeutsch brātwurst). Eine doppelte Wortherkunft ist nicht ausgeschlossen.
Der Begriff wird vielfältig verwendet. In der Umgangssprache werden damit vereinzelt auch bratwurstförmige, längliche Rollen aus fleischlosen Teigen und Massen bezeichnet, die im Aussehen und den Gareigenschaften dem Wurstprodukt ähnlich sind.
Nach einer anderen (regionalen) Auffassung wird unter dem Begriff auch eine geräucherte Rohwurst aus rohem, grobem Brät, die kalt gegessen oder in Wasser erwärmt wird, verstanden.

## Herstellung

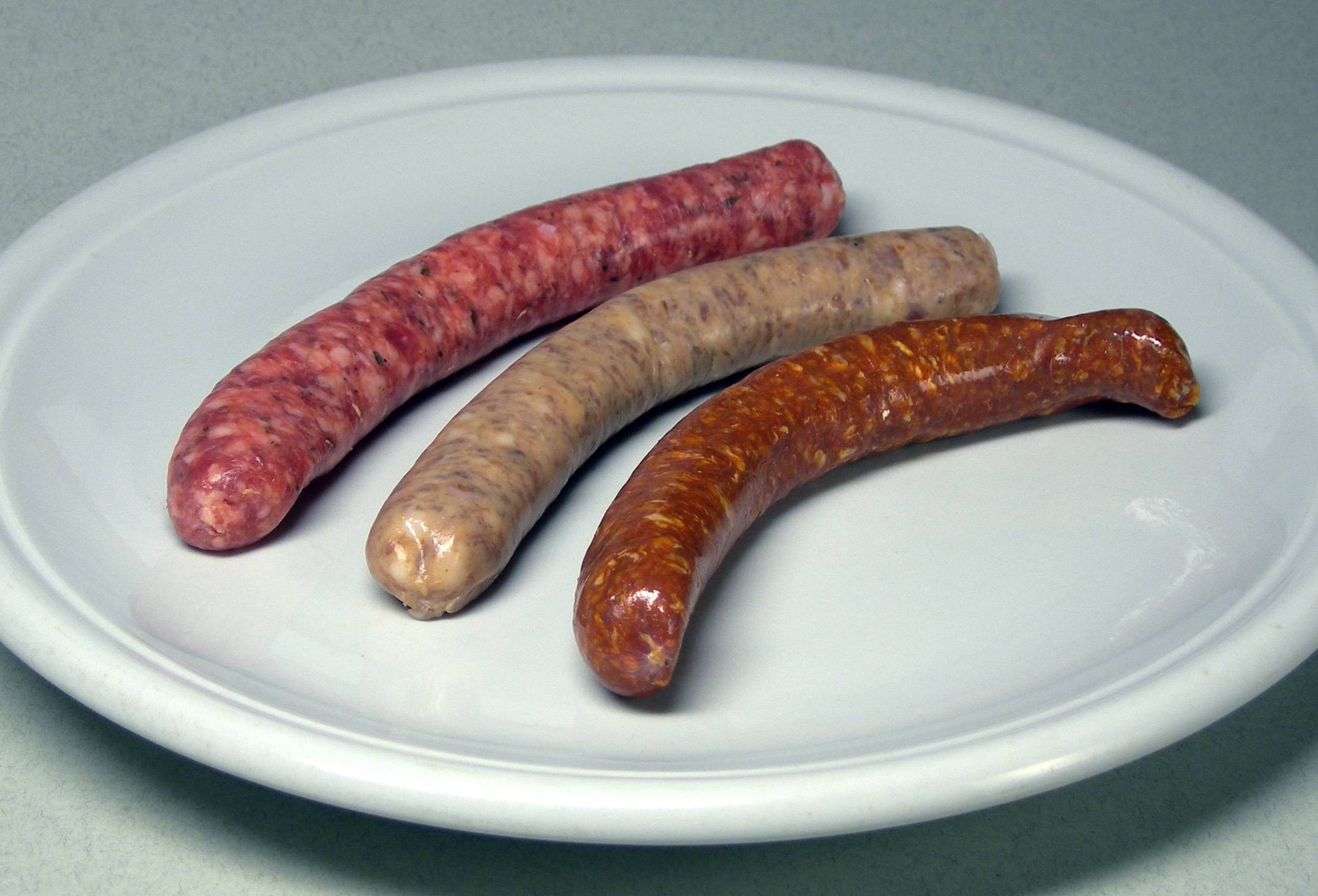
Französische Bratwurst aus Entenfleisch (links), italienische Bratwurst aus Schweinefleisch (Mitte) und marokkanische Merguez aus Lammfleisch (rechts), roh …

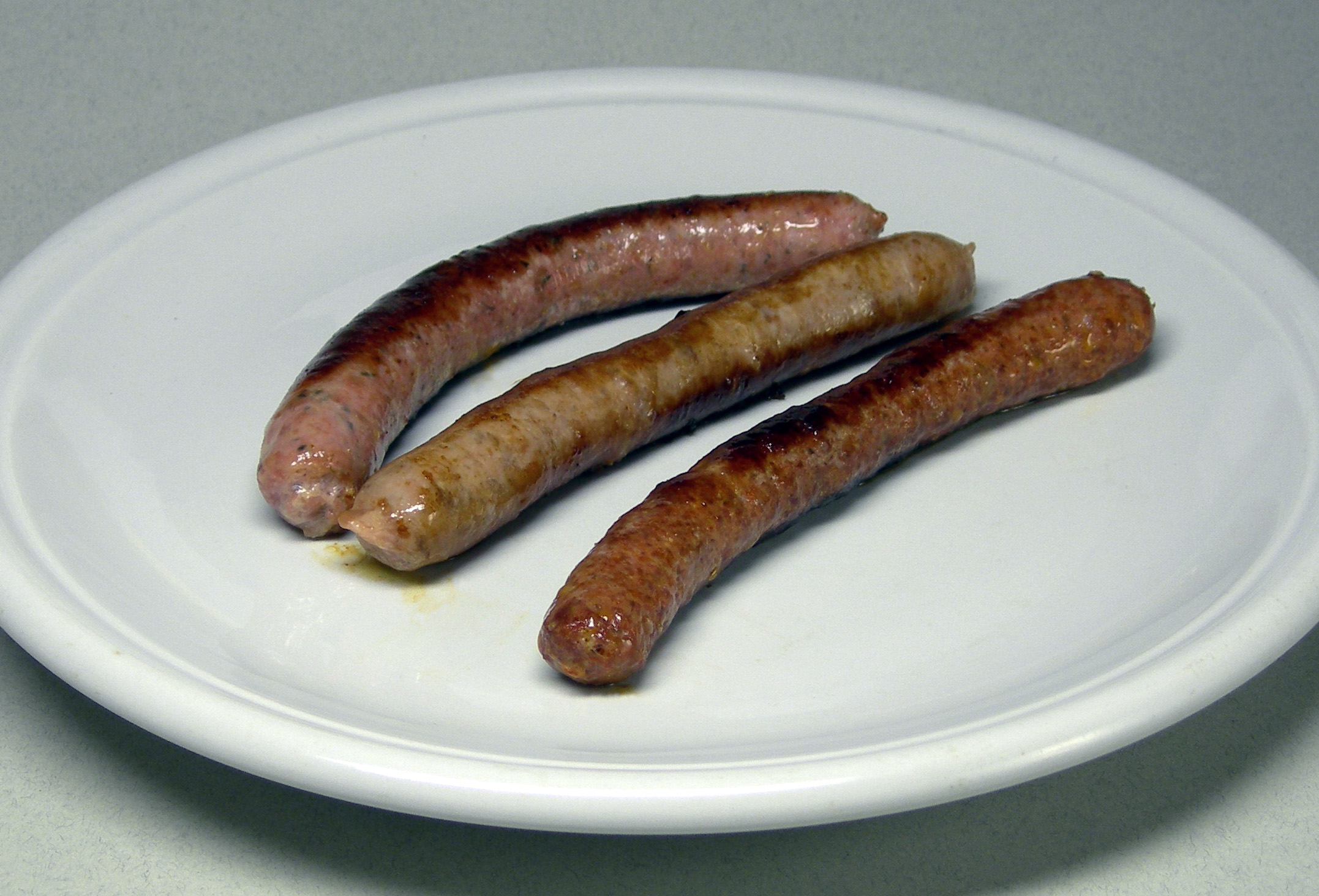
… und gebraten

Bratwürste gibt es in roher und gebrühter Form, wobei die gebrühte Form verbreiteter ist. Am häufigsten verbreitet sind ungeräucherte Brühwürste. Regional gibt es auch Rohwurstsorten als Bratwurst. Für die Herstellung wird Fleisch im Fleischwolf bzw. Kutter ggf. zusammen mit anderen Zutaten (Gewürze, Zwiebeln, Kräuter) und Hilfsmitteln wie z. B. Eisschnee fein zerkleinert. Anschließend füllt man es in Därme von Schwein oder Lamm oder formt sie auf andere Weise (wie z. B. Wollwurst) ohne Darm in heißem Wasser. Danach brüht man die Würste in heißem Wasser, Brühe oder Wasserdampf. Für die Zubereitung brät man sie meist auf dem Grill oder in der Pfanne.
Als Lebensmittelersatz werden auch fleischlose Alternativen als Bratwurst bezeichnet, die auf der Basis von pflanzlichen und anderen tierischen Proteinen durch die Beigabe von Zutaten wie Wasser, Fett bzw. Öl, Verdickungsmitteln, Farbstoffen und anderen Lebensmittelzusatzstoffen zusammengestellt werden, um bratwurstähnliche Eigenschaften zu imitieren.

## Sorten

### Allgemeine Bezeichnungen

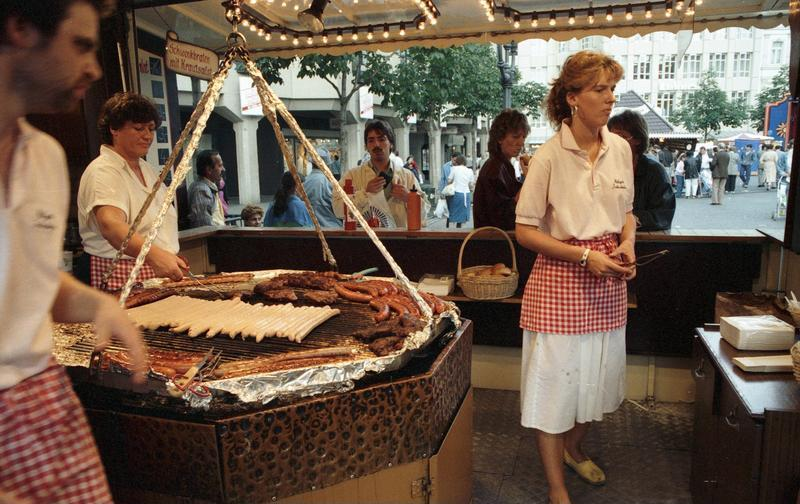
Verkaufsstand für Bratwürstchen auf einer Kirmes in Bonn 1988

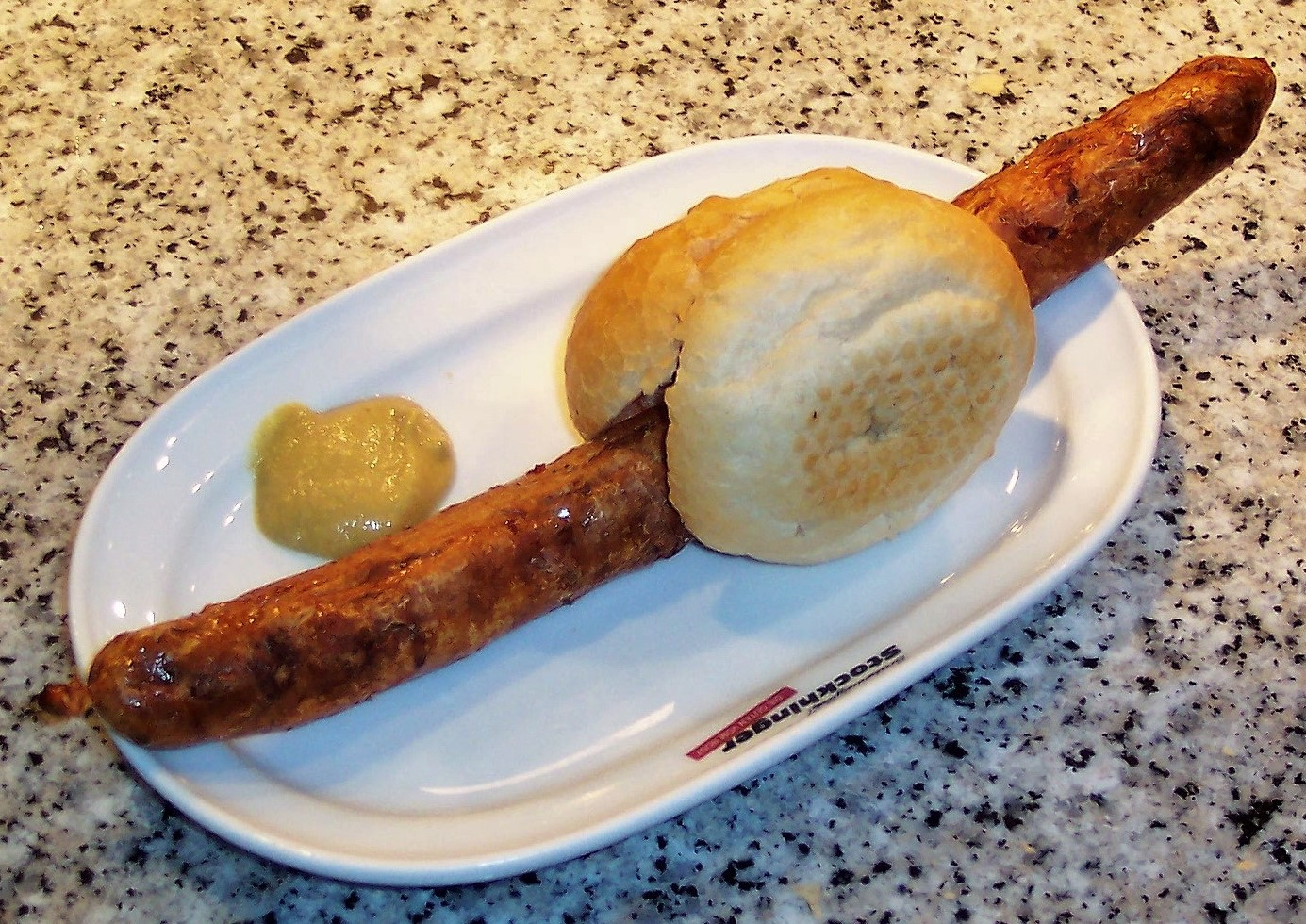
Rostbratwurst mit kleinem Brötchen und Senf als typisches Imbiss-Angebot

In Deutschland werden bei der Herstellung von Wurstsorten meist Standardrezepte verwendet. Beispiele dafür sind:
Feine Bratwurst (auch Weißwürstchen)
ist eine Brühwurst aus Bratwurst-Grundbrät. Im Handel ist sie in roher oder gebrühter Form. Sie wird in Schweinedärme mit einem Durchmesser von 26 bis 28 mm abgefüllt und hat ein Stückgewicht von 80 bis 120 g. Eine bekannte Variante ist die Rheinische Bratwurst, bei deren Herstellung Hühnerei verwendet wird.
Mittelgrobe Bratwurst (auch Fränkische Bratwurst, Schweinswürstchen, Rostbratwurst)
ist eine Brühwurst aus Schweinefleisch und Bratwurst-Grundbrät. Typische Gewürze sind in der Bratwurstmischung 1 enthalten. Die Masse hat eine grobe Struktur von bis zu 5 mm. Sie wird in Schweinedärme mit einem Durchmesser von 26 bis 28 mm abgefüllt und hat ein Stückgewicht von 100 g. Bekannte Varianten sind die Polnische Bratwurst, die zusätzlich mit Knoblauch und Majoran gewürzt wird, und die Münchner Bratwurst, die in Saitlingen mit einem Durchmesser von 22 bis 24 mm und einem Stückgewicht von 40 bis 50 g abgedreht wird.
Grobe Bratwurst (auch Rostbratwurst, Hamburger Bratwurst, Norddeutsche Bratwurst)
ist eine Brühwurst aus Schweinefleisch. Typische Gewürze sind in der Bratwurstmischung 1 enthalten. Die Masse hat eine grobe Struktur von 5 mm. Sie wird in Schweinedärme mit einem Durchmesser von 26 bis 28 mm abgefüllt und hat ein Stückgewicht von 100 g. Bekannte Varianten sind die Coburger Bratwurst, die zusätzlich mindestens 15 % Rindfleisch und ebenfalls Frischei enthält, sowie auf dem Rost im offenen Feuer der Kiefernzapfen – der sogenannten Kühle – gebraten wird, und die Fränkische Rostbratwurst, die zusätzlich mit Majoran und Piment gewürzt wird. Fast identische Varianten sind die Nordhäuser Bratwurst, die zusätzlich mit Kümmel gewürzt und mit rohen, zerkleinerten Zwiebeln hergestellt (4 g/kg) wird, und die Hessische Bratwurst, deren Zwiebelanteil geringer (2 g/kg) ist. Als Grillbratwurst ist sie stärker gewürzt, z. B. mit mehr Pfeffer oder durch die Zugaben von Tabasco oder ähnlichen Spezialwürzen.
Rostbratwurst
ist ein Synonym für Grobe und Mittelgrobe Bratwurst. Sie ist eine Brühwurst aus Schweinefleisch und/oder Bratwurst-Grundbrät. Typische Gewürze sind in der Bratwurstmischung 1 enthalten. Die Masse wird gewolft und gekuttert, bis sie eine feine Struktur mit einer Körnung von maximal Erbsengröße hat. Sie wird in Schweinedärme mit einem Durchmesser von 26 bis 28 mm abgefüllt und hat ein Stückgewicht von 100 g. Die Varianten Getrüffelte Bratwurst wird zusätzlich mit fein gehackten Trüffeln ergänzt. Die Tiroler Bratwürstel werden zusätzlich mit rohen, zerkleinerten Zwiebeln und gehackter Petersilie hergestellt (10 g/kg). Für Sardellen-Bratwurst gibt man fein gehackte Sardellenfilets hinzu.
Rohe Bratwurst (z. B. die Schweinfurter Bratwurst oder Thüringer Bratwurst)
unterscheidet sich von anderen Sorten nur darin, dass sie erst vor dem Verzehr gegart werden. Sie müssen in Deutschland am selben Tag verbraucht bzw. verkauft werden.
Kalbsbratwurst
ist eine Brühwurst aus Brät für Kalbsfleischwurst. Sie wird in Schweinedärme mit einem Durchmesser von 28 bis 32 mm abgefüllt und hat ein Stückgewicht von 100 g.
Rindsbratwurst
ist eine Brühwurst aus Rindfleisch und Fleischfett. Sie unterscheidet sich von der Frankfurter Rindswurst lediglich in der Verwendung von Kochsalz statt Nitritpökelsalz.
Bauernbratwurst (auch Westfälinger oder Bauernseufzer)
ist eine kaltgeräucherte Rohwurst aus Schweinefleisch. Die typischen Gewürze sind Nitritpökelsalz, Pfeffer und Kümmel. Sie wird in Schweinedärme mit einem Durchmesser von 28 bis 32 mm abgefüllt und hat ein Stückgewicht von 100 g.
Böhmische Weinbratwurst
ist eine Brühwurst aus Schweinefleisch, Speck und Schweinebacke. Typische Gewürze sind in der Bratwurstmischung 1 enthalten. Zusätzlich wird die Masse mit Weißwein gewürzt. Unter Zugabe von Kutterhilfsmittel wird die Masse fein gekuttert. Teilweise wird die Schweinebacke grobkörnig hinzugefügt. Sie wird in Schweinedärme mit einem Durchmesser von 28 bis 32 mm abgefüllt und hat ein Stückgewicht von 100 g. Gemäß Originalrezept wird der Wurststrang in Spiralen/Schnecken zu 200 bis 250 g geformt. Für die Variante Oberländer Bratwurst verwendet man weniger Weißwein, und die Hälfte der Schweinebacken werden grobkörnig hinzugefügt.
Currybratwurst
ist eine Brühwurst aus Schweinefleisch und Speck. Die typischen Gewürze sind neben der Bratwurstmischung 1 etwas Currypulver. Sie wird in Schweinedärme mit einem Durchmesser von 28 bis 32 mm abgefüllt und hat ein Stückgewicht von 100 g. Nicht zu verwechseln mit Currywurst.
Elsässer Bratwurst
ist eine Brühwurst aus Bratwurst-Grundbrät mit geriebenen Zwiebeln. Sie wird in Schweinedärme mit einem Durchmesser von 28 bis 32 mm abgefüllt.
Italienische Bratwurst (auch Salsiccia)
ist eine Brühwurst aus Bratwurst-Grundbrät, Schweinefleisch und Schweinebauch. Typische Gewürze sind Kochsalz, Weißer Pfeffer und Fenchelsamen. Die Masse hat eine feine Struktur von bis zu 2 mm Körnung. Sie wird in Schweinedärme mit einem Durchmesser von 28 bis 32 mm abgefüllt und hat ein Stückgewicht von 100 g.
Münchner Bratwurst
ist eine Variante der Mittelgroben Bratwurst und ein Synonym für Oberbayerische Bratwurst.
Nürnberger Bratwurst
Nürnberger Bratwurst ist eine Brühwurst aus Schweinefleisch und Bratwurst-Grundbrät. Sie ist ebenso wie die lokale Rostbratwurst geschützt. Typische Gewürze sind in der Bratwurstmischung enthalten; dazu verwendet man Majoran. Die Masse hat eine grobe Körnung von 5 mm. Sie wird in Saitlinge mit einem Durchmesser von 22 bis 24 mm abgefüllt und hat ein Stückgewicht von 40 g.
 Oberbayrische Bratwurst (auch Pfälzer Bratwurst, Münchner Bratwurst, Regensburger Bratwurst)
ist eine Brühwurst aus Schweinefleisch und Bratwurst-Grundbrät. Typische Gewürze sind in der Bratwurstmischung 1 enthalten. Die Masse wird gewolft und gekuttert, bis sie eine feine Struktur mit einer Körnung von maximal Erbsengröße haben. Sie wird in Saitlinge mit einem Durchmesser von 22 bis 24 mm abgefüllt und hat ein Stückgewicht von 40 bis 50 g.
Schlesische Landbratwurst (auch Schlesische Landwurst, Kielbassa)
ist eine kalt geräucherte Rohwurst aus Schweinefleisch, Speck und Rinderbrät-Grundmasse. Die Masse hat eine feine Struktur von bis zu 3 mm Körnung. Typische Gewürze sind Nitritpökelsalz, Pfeffer, Kardamom und Knoblauch. Sie wird in Schweinedärme abgefüllt und in Ringe oder Würste mit einem Gewicht von 300 bis 350 g geformt.
Schweinfurter Bratwurst
ist eine Brühwurst aus Schweinefleisch. Die Masse hat eine grobe Struktur von 5 mm. Sie wird in Saitlinge mit einem Durchmesser von 24 bis 26 mm abgefüllt und hat ein Stückgewicht von 40 g. Als Spezialität wird sie meist roh verkauft und vor dem Verzehr frisch gebrüht.
Spanische Rote Bratwurst (auch Paprika-Bratwurst, Stuttgarter Bratwurst, Süddeutsche (Rote) Bratwurst)
ist eine Brühwurst aus Schweinefleisch, gewürzt mit Kochsalz und Rosenpaprika und Edelsüßer Paprika, auf dessen Verwendung der Namensbestandteil rot hinweist. Die Masse hat eine feine Struktur von bis zu 2 mm Körnung. Sie wird in Saitlingen mit einem Durchmesser von 22 bis 24 mm abgefüllt. Die Variante Schlesische Bratwurst wird zusätzlich mit Kümmel und rohen zerkleinerten Zwiebeln hergestellt (2 g/kg).
Waadtländer Bratwurst
ist eine Brühwurst aus Schweinefleisch. Typische Gewürze sind Kochsalz, Pfeffer, Mazis, Ingwer, Kardamom und Majoran. Zusätzlich wird mittelherber Weißwein hinzugegeben. Die Masse hat eine feine Struktur von 3 mm Körnung. Sie wird in Schweinedärme mit einem Durchmesser von 26 bis 28 mm abgefüllt und in Spiralform aufgerollt. Von diesen werden nach Bedarf die Portionsstücke abgeschnitten; die Wurst hat also keine verschlossenen Enden.
Würzburger Bratwurst (auch Winzerbratwurst)
ist stark gewürzt, 15 bis 20 cm lang und etwa 15 mm dick. Sie enthält aber zusätzlich einen Anteil weißen Frankenweins. Die Bezeichnung „Würzburger Bratwurst“ geht auf einen Wettbewerb des Oberbürgermeisters Klaus Zeitler zurück, der dazu aufrief, eine original Würzburger Wurst zu kreieren.
Kulmbacher Bratwurst
ist lang und dünn. Sie besteht aus einem sehr feinen Mett (Kalbfleisch) und wird in einem Anisbrötchen, dem sog. Bratwurststollen, serviert.

### Geschützte Bezeichnungen

#### Nürnberger Rostbratwurst

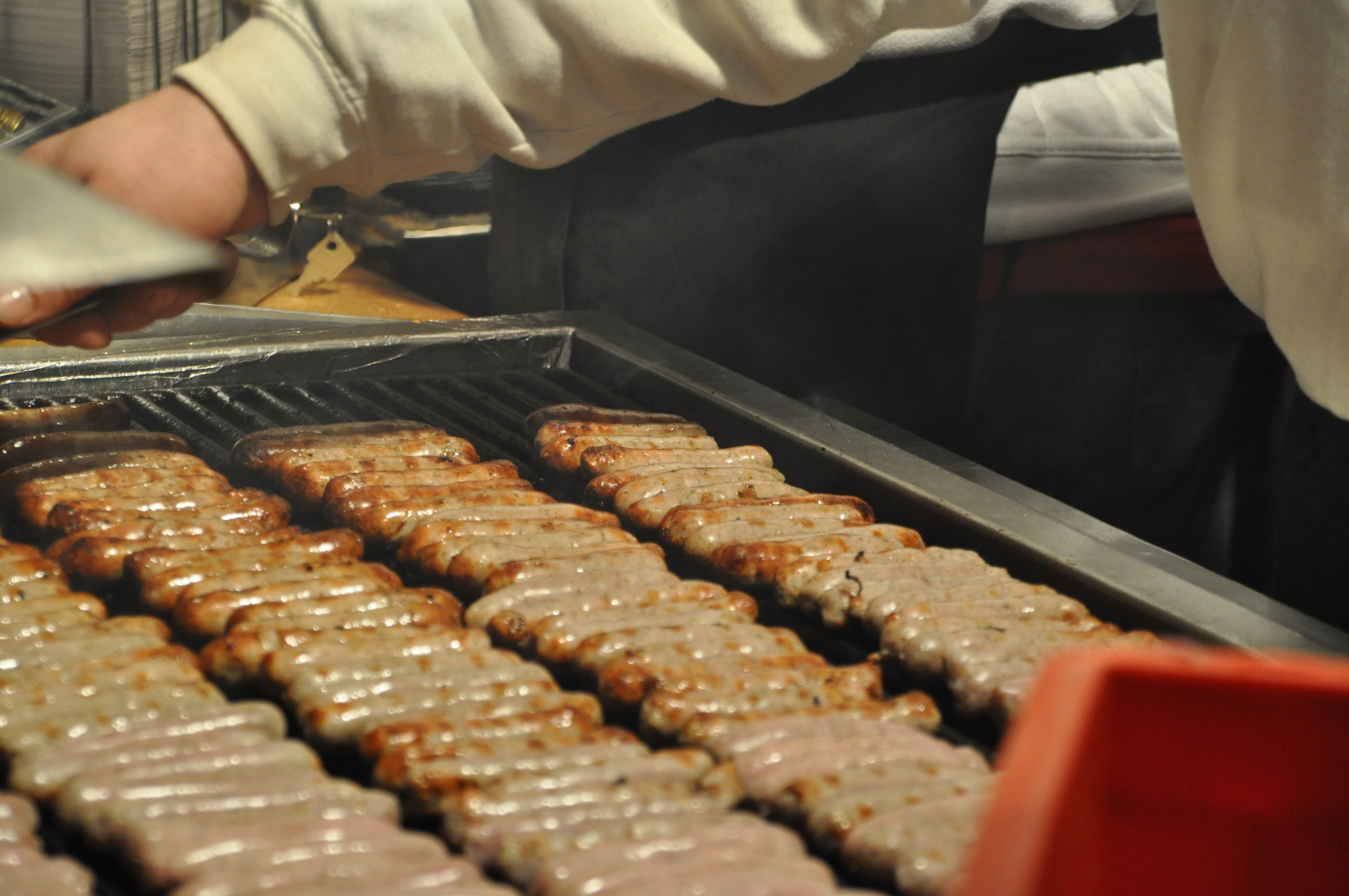
Nürnberger Rostbratwürste

Die Nürnberger Rostbratwurst ist eine Brühwurst aus Schweinefleisch. Typische Gewürze sind Kochsalz und Majoran. Die Masse hat eine feine Struktur von 3 mm Körnung. Sie wird in Saitlinge mit einem Durchmesser von 15 mm abgefüllt. Die Nürnberger Rostbratwurst hat ein Stückgewicht von 20 bis 25 g und eine Länge von 7 bis 9 cm. Man verzehrt typischerweise Drei im Weggla (drei Stück in einem Brötchen), zwölf (ein Dutzend) oder sechs (ein halbes Dutzend) Rostbratwürste mit Kraut, früher von einem Zinnteller.
Die Bezeichnung „Original Nürnberger Rostbratwurst“ bzw. Nürnberger Bratwurst ist als geografische Herkunftsbezeichnung von der EU-Kommission geschützt. Nur Bratwürste, die im Stadtgebiet von Nürnberg und nach festgelegter Rezeptur gefertigt werden, dürfen diesen Namen tragen. Der gesetzliche Schutz umfasst die Rezeptur, die am 18. März 1998 durch einen Beschluss des Ausschusses für Recht, Wirtschaft und Arbeit der Stadt Nürnberg festgelegt wurde.
In Nürnberg wird die Bratwurst von vier großen Wurstfabriken und zahlreichen Metzgereien hergestellt. In den 2010er Jahren lief ein Projekt, in dem die Vermarktung und der Absatz der „Nürnberger Bratwurst“ unter dem Begriff Weltgenusserbe Bayern gefördert wurde. Nürnberger Rostbratwürste werden als besondere Delikatesse in Nürnberg in Bratwurstbratereien zubereitet. Diese speziellen Gaststätten (z. B. Zum Gulden Stern von 1419, Goldenes Posthorn, Bratwurstglöcklein) sind häufig Restaurants mit einer oft jahrhundertelangen Tradition.

##### Museum
Seit November 2021 gibt es auf dem Nürnberger Trödelmarkt auch ein Nürnberger Bratwurstmuseum, das auf rund hundert Quadratmetern einen Streifzug durch die etwa 700 Jahre Kulturgeschichte der Nürnberger Rostbratwurst mit den hochmittelalterlichen Anfängen, Sagen und Legenden sowie die Handwerkskunst der Nürnberger Metzger bietet.

#### St. Galler Bratwurst

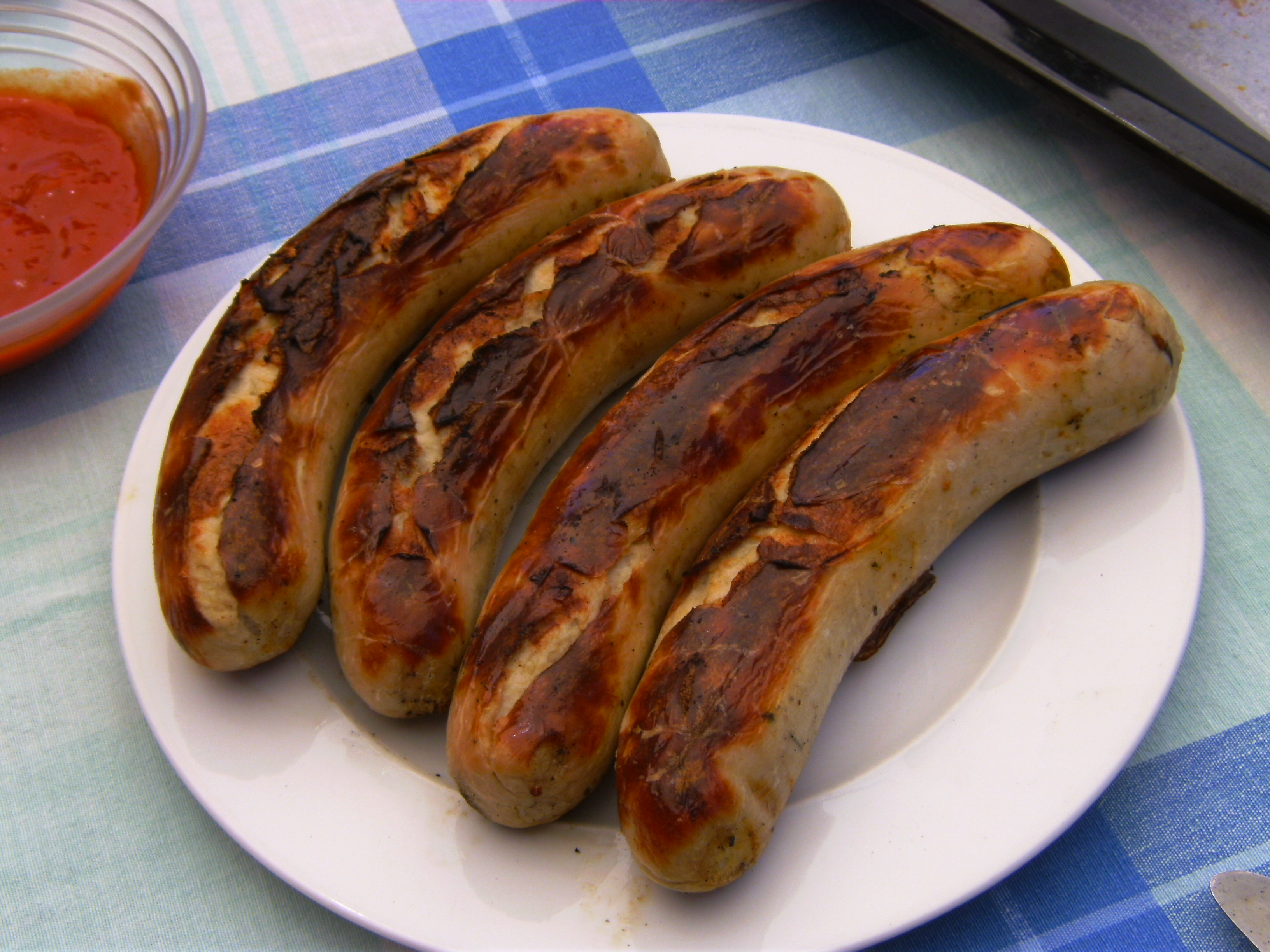
OLMA-Bratwürste

St. Galler Kalbsbratwurst ist eine Brühwurst aus Schweinefleisch, Speck und mindestens 50 % Kalb im Fleischanteil der Wurst. Bei weniger Kalbfleisch nennt man sie St. Galler Bratwurst. Milch verleiht der St. Galler Bratwurst ihre charakteristische weisse Farbe. Die Gewürze Salz, weisser Pfeffer sowie Macis sind vorgeschrieben, weitere Gewürze wie Zwiebel, Zitrone, Muskat, Kardamom, Koriander und Ingwer sind zugelassen. Nach dem Abfüllen in eine Haut aus Schweinsdarm wird die rohe Wurst zehn bis zwanzig Minuten in etwa 70 Grad heissem Wasser gebrüht und danach im Eisbad rasch abgekühlt. Seit 2008 ist die St. Galler Bratwurst als g.g.A. bzw. Indication géographique protégée (IGP) für die Ostschweizer Kantone St. Gallen, Thurgau, Appenzell Ausserrhoden und Innerrhoden eingetragen. Die OLMA-Bratwurst und die St. Galler Kinderfestbratwurst unterscheiden sich lediglich in der Grösse und dem Gewicht.
Sowohl Hersteller wie Liebhaber der St. Galler Bratwürste propagieren vehement, die Wurst ohne Senf zu geniessen. Wer sich nicht daran halte, torpediere die Ostschweizer Esskultur. Es sei schlichtweg skandalös, in der Ostschweiz Bratwürste mit Senf zu essen. Die Ostschweizer Würste seien als solche eine Delikatesse.
Gerade weil die Ostschweizer so vehement für ihren Brauch werben und kämpfen, beflügelt dies auch Gegner und Satiriker, ihre Sicht darzustellen.

#### Thüringer Rostbratwurst

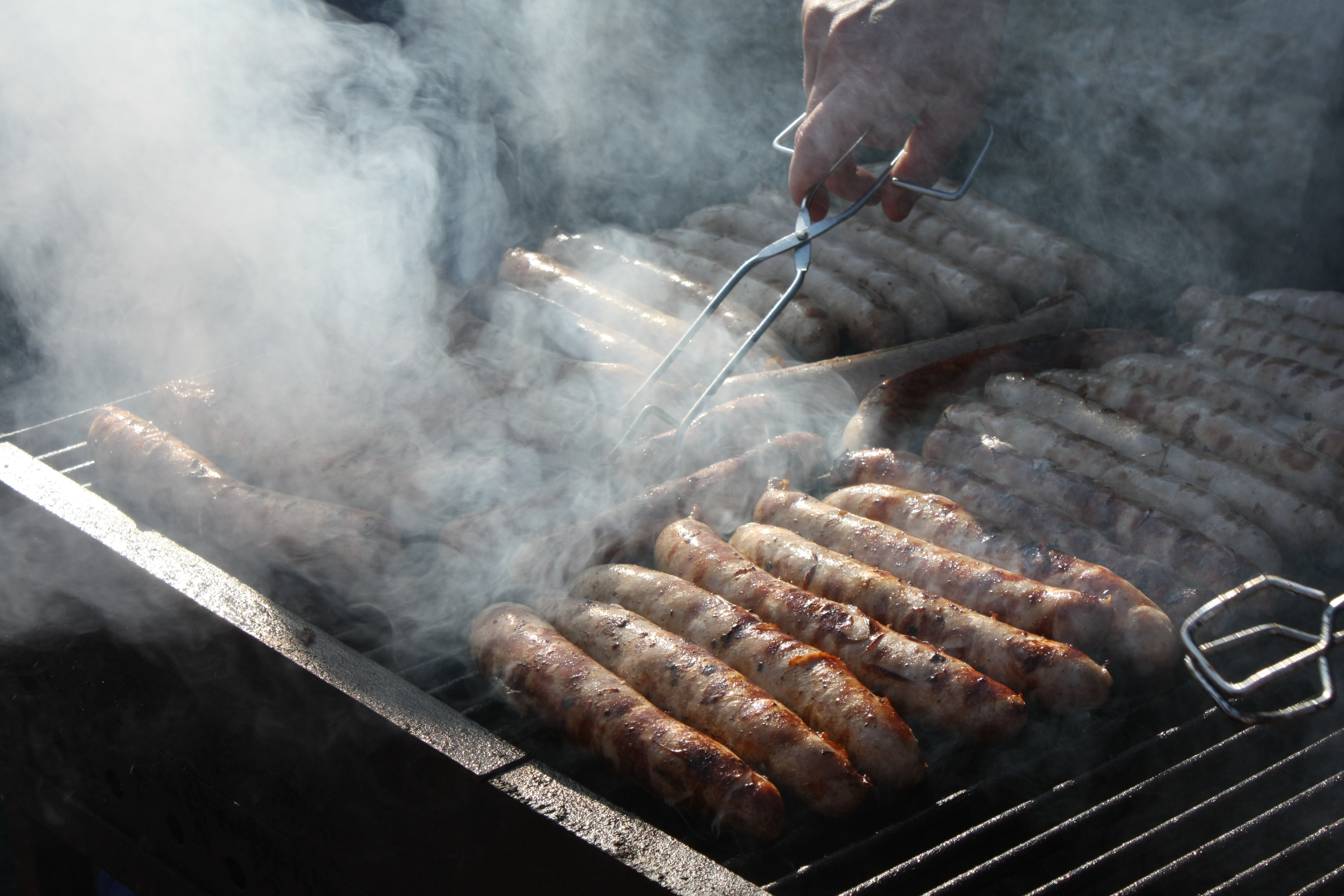
Thüringer Rostbratwürste

Die Thüringer Rostbratwurst (auch Thüringer Roster) ist eine im Freistaat Thüringen hergestellte mittelfeine Rostbratwurst aus grob entfettetem Schweinefleisch, Schweinebacke ohne Schwarte, eventuell mit entsehntem Kalbfleisch oder Rindfleisch, roh oder gebrüht und mit würziger Geschmacksnote. Typische Gewürze sind Salz, Pfeffer und je nach regionaler Prägung insbesondere Kümmel, Majoran und/oder Knoblauch. Die Masse hat eine feine Struktur von max. 3 mm Körnung. Sie ist im engen Naturdarm vom Schwein oder Schaf, je Stück mindestens 15 cm lang und 100 g bis 150 g schwer bei einem Fettgehalt von 20 ± 5 %. Seit dem 6. Januar 2004 ist die Bezeichnung Thüringer Rostbratwurst mit diesen Merkmalen als geschützte geografische Angabe (g.g.A.) registriert.
Ursprünglich mussten mindestens 51 % der verwendeten Rohstoffe aus Thüringen stammen, um so bezeichnet werden zu dürfen. Diese Bedingung wurde auf den im Amtsblatt der Europäischen Union am 22. Oktober 2011 veröffentlichten Antrag Deutschlands hin 2012 gestrichen. Die Begründung war, dass die Eigenschaft oder das Ansehen der Thüringer Rostbratwurst nicht von der Herkunft der Rohstoffe abhänge, sondern sich auf die Kunst und Erfahrung des thüringischen Fleischerhandwerks und die traditionellen Rezepturen gründe.
Die Thüringer Rostbratwurst hat eine jahrhundertealte Tradition. Die älteste bekannte urkundliche Erwähnung einer Bratwurst in der Region befindet sich im Thüringischen Staatsarchiv Rudolstadt in einer Abschrift der Propstei-Rechnung. Hierbei handelt es sich um eine Abrechnung des Johann von Siebeleben, Propst des in der Reformation aufgehobenen ehemaligen Walpurgisklosters nahe von Arnstadt. In der Urkunde vom 20. Januar 1404 heißt es wörtlich: „1 gr vor darme czu brotwurstin“ (1 Groschen für Bratwurstdärme). 
Das älteste bekannte Rezept befindet sich im Staatsarchiv Weimar. Es stammt aus der Ordnung für das Fleischerhandwerk zu Weimar, Jena und Buttstädt vom 2. Juli 1613. Ein weiteres Rezept enthält das Thüringisch-Erfurtische Kochbuch aus dem Jahr 1797, das auch eine geräucherte Variante erwähnt.
Der sogenannte Bratwurstäquator teilt Thüringen. Südlich des Wanderwegs "Rennsteig" wird kein ganzer Kümmel verwendet, nördlich gemahlener und ganzer Kümmel.

##### Museum
Das Museum wurde am 28. Mai 2006 in Holzhausen unterhalb der Wachsenburg eröffnet. Es befand sich damit unweit von Arnstadt, dem Ort der Ersterwähnung der Thüringer Rostbratwurst. Im Jahr 2020 wurde das zu klein gewordene Museum geschlossen. Stattdessen wurde in Mühlhausen in Nordwest-Thüringen ein Neubau errichtet, dieser wurde am 16. August 2023 eröffnet.

### Bratwurst in Österreich
Würste aller Art sind in ganz Österreich bekannt. So erwähnt die „Anleitung zu einem österreichischen Land- und Hauswirthschaftskalender“ aus dem Jahr 1769: westphälische Knackwürste und Bratwürste, kasellische Blutwürste, die Hamburger und hanoverische Hirn- und Leberwürste, die Frankfurter Preßmagen. Zumeist wurden Bratwürste im Zuge der Schlachtung zum direkten Verzehr schon im Rahmen des Sautanzes hergestellt. In der Rezeptur gab es dementsprechend immer regionale Unterschiede.
Im Codex Alimentarius Austriacus wird sie als Brühwurst im Kapitel B14 geführt.
Im Traditionellen Wissen wird die Bratwurst für Gesamtösterreich im Register der Traditionellen Lebensmittel geführt.
In Oberösterreich wird der 1. Adventsonntag auch Bratwürstelsonntag genannt, da es Brauch ist, dass an diesem Tag zu Mittag Bratwürstel mit Sauerkraut gegessen werden.

## Statistik und Sonstiges

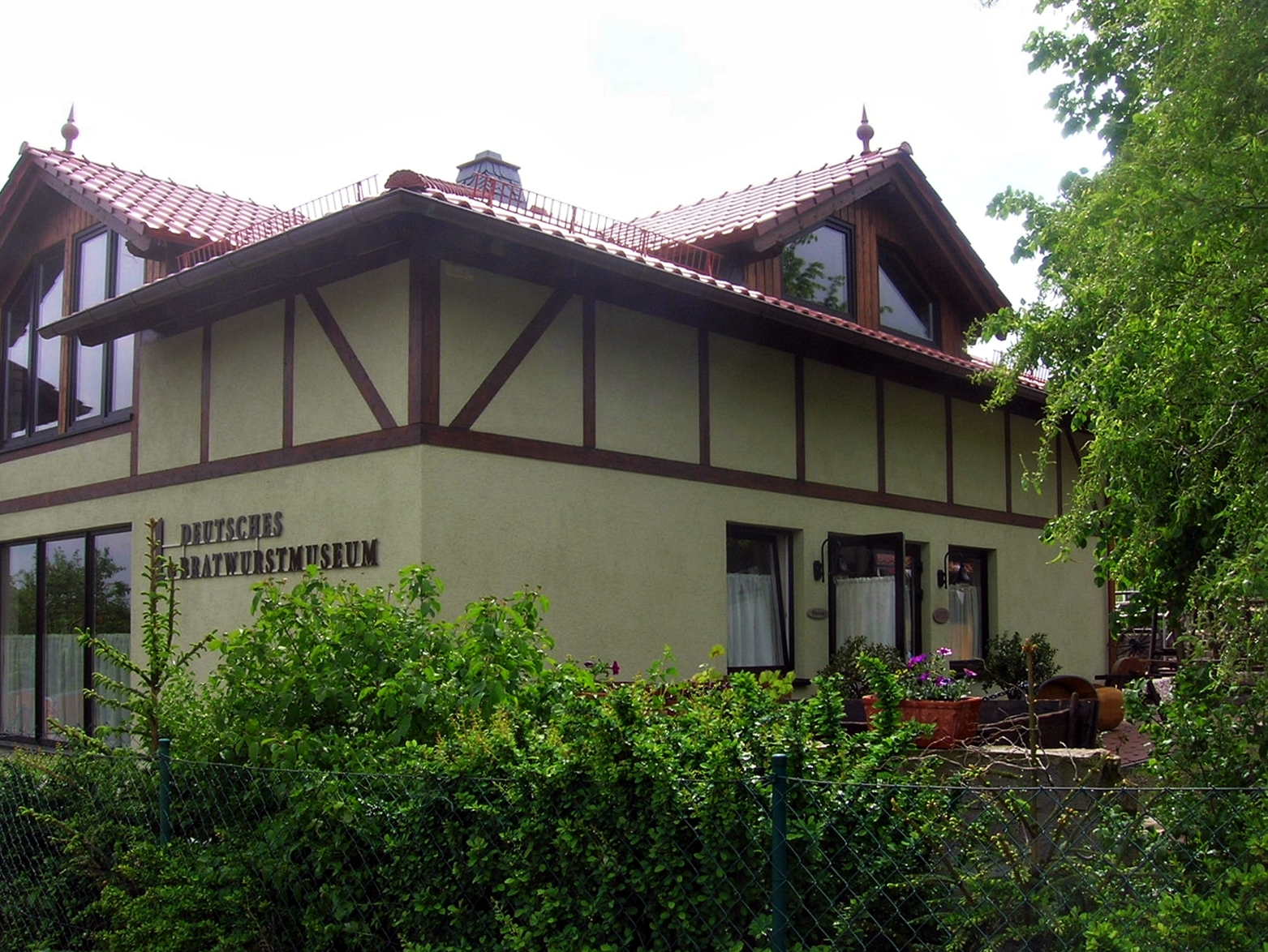
1. Deutsches Bratwurstmuseum in Holzhausen

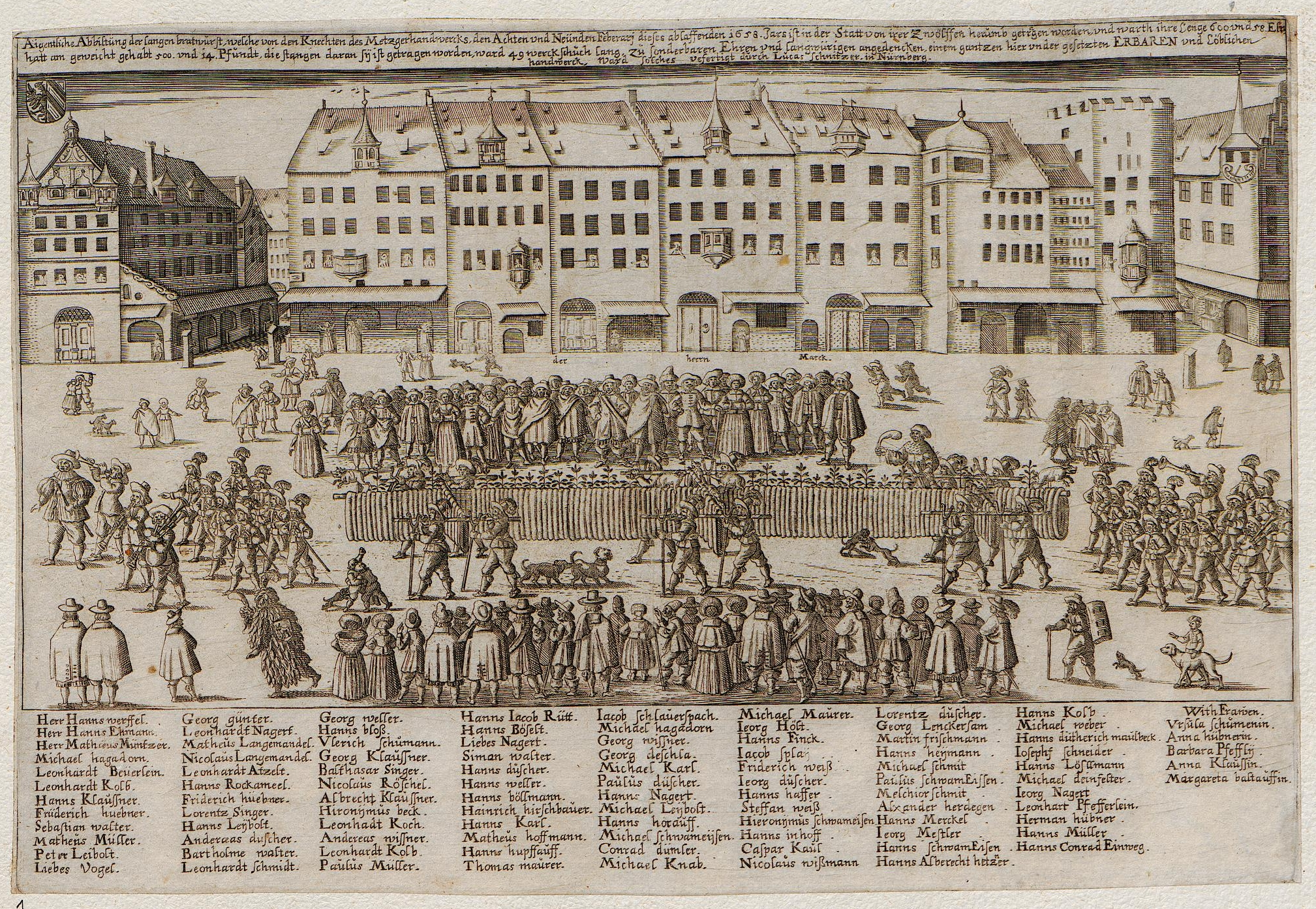
Eigentliche Abbildung der langen bratwurst, welche von den Knechten des Metzgerhandwercks … 1658 ist in der Statt … herumb getragen worden, vnd warth ihre Lenge 600 vnd 58 Eln…, Nürnberg 1658

Das Deutschland-Bild im Ausland, insbesondere in den USA, wird durch Bier, Bratwürste und Sauerkraut geprägt. Die fünf beliebtesten Würste sind Salami (5,5 kg/Kopf/Jahr), Fleischwurst, Würstchen (4,3 kg/Kopf/Jahr), Kochschinken (2,7 kg/Kopf/Jahr) und Bratwürste (2,7 kg/Kopf/Jahr). Während die Einkaufsmenge 2012 allgemein um 2,7 % zurückging, fiel das Minus für Bratwurst und Würstchen mit 4 % besonders deutlich aus. Rund 90 % der Deutschen legen Bratwürste auf den Rost. An Bratwurst erreichten die privaten Einkäufe einen Anteil von 8,3 %. Der Anteil der Bratwurst am gesamten Wurst- und Fleischverzehr pro Kopf (31 kg) liegt bei 2,7 kg. Im Jahre 2011 lag die Produktion von Wurstwaren in Deutschland bei 1,49 Millionen Tonnen. Die größte Produktgruppe stellen die Brühwürste mit 878.513 t vor den Rohwürsten mit 450.150 t. Es folgen die Kochwürste mit 169.984 t und schließlich die Bratwürste mit 122.000 t.
Als älteste Wurstbraterei der Welt gilt die Wurstkuchl in Regensburg, deren Geschichte bis in die erste Hälfte des 12. Jahrhunderts zurückreicht.
Auf Grund der zugeschriebenen Bedeutung der Thüringer Rostbratwurst für die Thüringer Lebensart und auch mit dem Ziel der Tourismusförderung wurde 2006 das 1. Deutsche Bratwurstmuseum in Holzhausen bei Arnstadt eröffnet. Außerdem krönte 2006 die Stadt Suhl erstmals einen Bratwurstkönig von Thüringen.
In Kumhausen wurde 1999 eine Bratwurst mit einer Gesamtlänge von 5888 Metern hergestellt.

## Ähnliche Gerichte
- Blaue Zipfel: Gericht mit in Essigsud gegarter Saurer Bratwurst
- Currywurst, Knackwurst und Grobe Mettwurst werden teilweise als Bratwurst bezeichnet